# Sphères d'activité
Une sphère d'activité est un espace social dans lequel se déploient des activités impliquant des ressources communes matérielles et immatérielles. Par exemple la sphère professionnelle, la sphère politique, la sphère scientifique, la sphère domestique, la sphère religieuse, la noosphère… Cet article traite de la notion de sphère d'activité en sociologie, et des notions de sphères de contraintes et de libertés.

## Étymologie
Le syntagme « sphère d'activité » émerge dans la littérature des sciences sociales, physiques et naturelles à la fin du XVIIe siècle.

## Les sphères d'activité en sociologie

Matrioshka Brain - animation artistique en trois dimensions, créée en 2024 et illustrant l'emboîtement des sphères.

Une sphère d'activité, ou sphère sociale, est un microcosme dans un macrocosme, relativement autonome, dont les frontières dépendent du niveau d'analyse,. La notion est proche de celle de « monde », « cercle », « champ », « sous-univers »…,,. S'il n'existe pas de définition univoque et stabilisée, certaines sphères d'activité sont classiquement identifiées par les sociologues, comme les sphères politique, domestique, économique, scientifique, religieuse, artistique…,. L'analyse porte sur des phénomènes de désencadrement et de découplage des sphères (c'est-à-dire sur leur niveau de dépendance et d’autonomie), ainsi que sur leur interactions,.

### Sphères, champs, mondes, univers, etc.
Le sociologue Michel Grossetti explique qu'en sciences sociales il existe plusieurs manières de désigner des ensembles d’activités : « mondes sociaux » (thématisé notamment par Tamotsu Shibutani, Anselm Strauss, Howard S. Becker, Ernest Burgess), « champs sociaux » (au sens de Pierre Bourdieu), « configuration » (au sens de Norbert Elias), « marché » (au sens d'Harrison White), et « sphères d’activité » (au sens de Max Weber),. Cette analyse rejoint celle du sociologue Bernard Lahire. Celui-ci insiste sur le fait que la variété sémantique est l'indice d'une difficulté analytique, et qu'il ne faut pas se représenter les sphères comme étant totalement séparées.

### Point commun

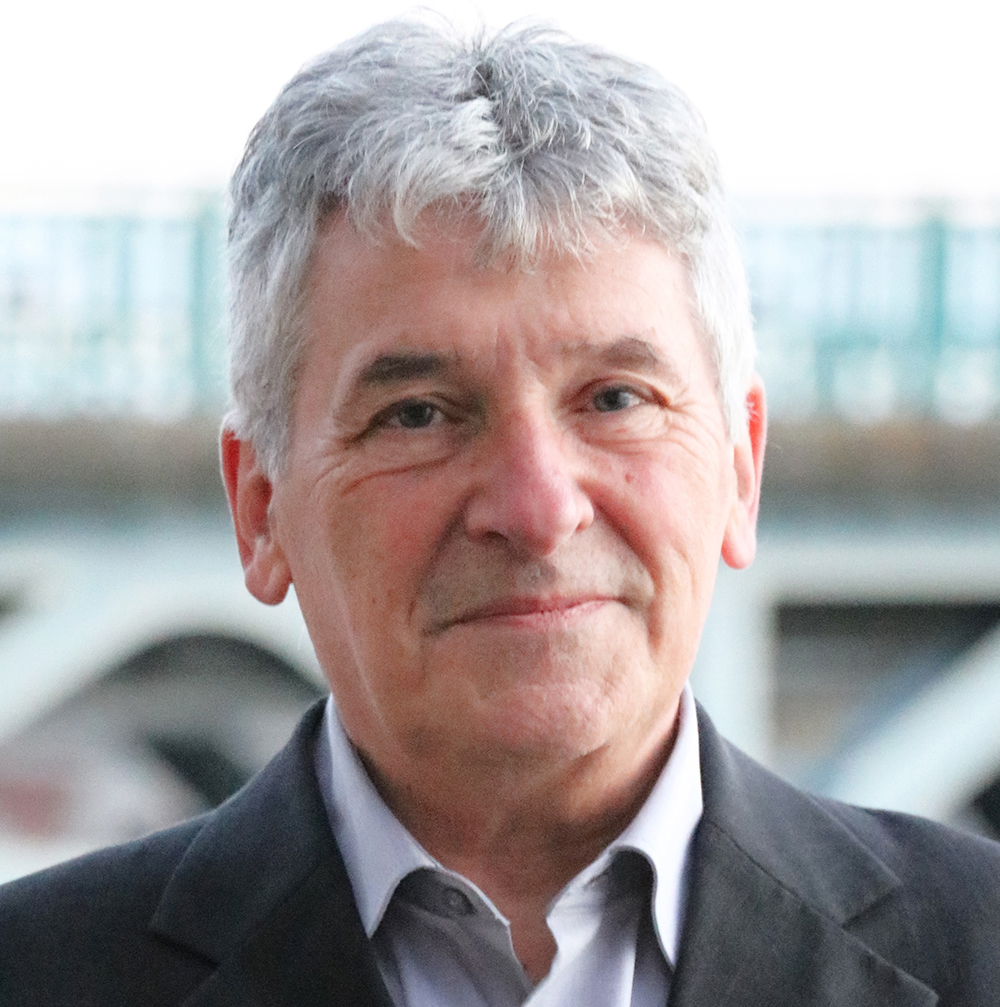
Michel Grossetti en 2019.

Selon Michel Grossetti, il est possible de dégager un point commun entre toutes ces notions malgré leurs différences conceptuelles. Selon Grossetti, une sphère est comme une « enveloppe plus ou moins stabilisée et continue de la myriade d’activités qui concernent un ensemble de ressources ». Une ressource peut être de nature diverse : instrumentale, de coordination, une contrainte, un enjeu, cognitive, discursive, individuelle, dyadique, collective, etc. : « une ressource désigne une entité qui prend ce statut dans les activités concernées ». Pour Bernard Lahire, toutes ces notions ont en partage un intérêt commun pour la thématique de la différenciation sociale.
Si certaines sphères d'activités sont « classiquement identifiées par les sociologues », telle que les arts, les sciences, la famille, la santé, l'éducation, le travail, l'économie, la justice, la défense…,,, la « liste n’en est pas figée, elle est prise dans des évolutions historiques où des sphères émergent, se fondent dans d’autres, disparaissent au gré des processus sociaux et des équilibres politiques, mais cette évolution s’opère sur des durées relativement longues. ». Dans cette perspective, il est vain de chercher à identifier toutes les sphères : « autant que vouloir identifier toutes les interactions dans lesquelles sont impliquées des personnes que l’on étudie dans n’importe quelle recherche empirique » indique Grossetti. Il ajoute que le travail des sciences sociales consiste à construire un objet d'étude, de choisir un cadre et des niveaux d'analyse : ce qui « implique de choisir les personnes, les ressources, les relations, les collectifs, et donc également les sphères d’activité, que l’on est prêt à faire entrer dans le cadre de l’analyse ». Enfin, il distingue ainsi les sphères d’activité analytiques (défini de l’extérieur, elles ne sont pas nécessairement perçues par leurs membres), et les sphères d'activité explicites (lorsque des membres les définissent et s'y réfèrent).

### Sphères d'activité chez Max Weber

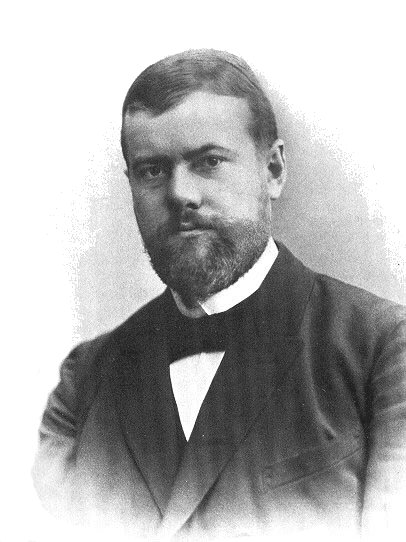
Max Weber en 1894.

Le sociologue Laurent Fleury identifie l'existence de sept sphères d'activités chez Max Weber : religieuse, domestique, économique, politique, philosophique ou scientifique, artistique et érotique. Dans un ouvrage consacré à Max Weber, il évoque notamment un processus de la modernité : l'opposition entre la sphère religieuse et les autres sphères. Dans ce processus de différenciation et d'autonomisation des sphères, chacune produit un système de valeur qui lui est propre, ce qui est à l'origine de conflit de valeurs. Sur l'autonomisation de la sphère économique par exemple, le sociologie Bernard Lahire précise : « si la séparation d’une sphère économique spécifique implique un relatif désencastrement (disembeddedness) de pratiques économiques qui ne sont plus indissociablement morales, religieuses, politiques ou autres, cela ne signifie pas qu’elle existe de manière totalement indépendante des institutions et logiques juridiques, politiques, culturelles ou religieuses ». Aussi, indique Lahire, quand Max Weber, parle de « registres de l'action sociale » ou de « sphères d'activité », il ne se limite pas à des univers strictement définis : il insiste sur le fait qu'elle ne sont pas toujours cloisonnées, et qu'une même activité peut intégrer diverses dimensions ; la différenciation des sphères ne doit donc pas conduire à croire à une séparation nette et absolue entre ces activités, qui peuvent être imbriquées à divers niveaux de la vie sociale. Par exemple, « la famille est un lieu où se déploie une pluralité de fonctions : parentale, affective, érotique, éthique, esthétique, économique, politique, religieuse, etc. »,.

## Sphères de contraintes et de libertés
En 2009, la journaliste et essayiste Caroline Fourest propose dans son ouvrage La dernière utopie : menaces sur l'universalisme de différencier des sphères de contraintes et de libertés.
En 2012, dans son ouvrage son ouvrage Les sciences face aux créationnismes, le zoologiste et systématicien Guillaume Lecointre reprend la typologie proposée par Caroline Fourest.

### Caroline Fourest

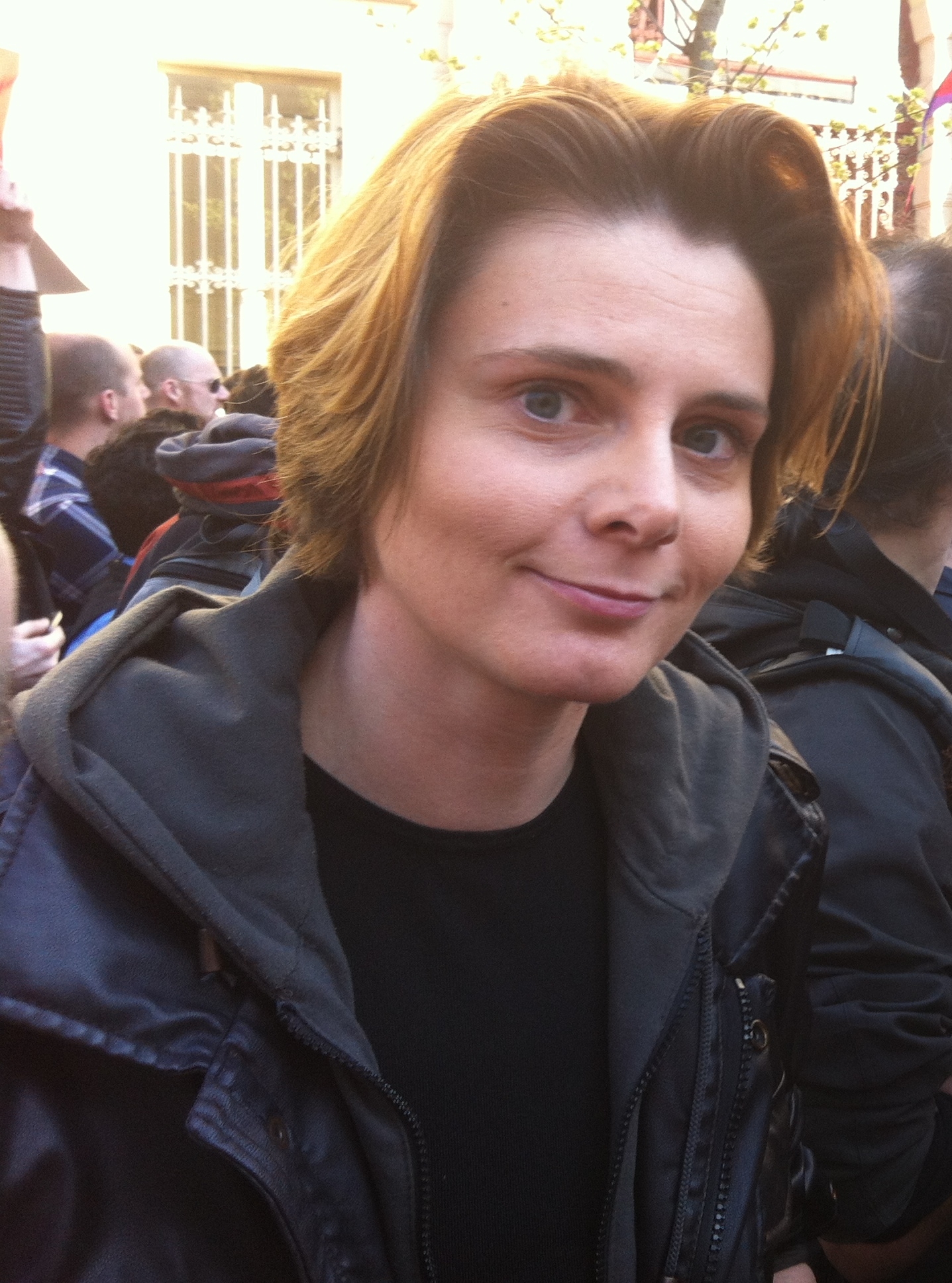
Caroline Fourest à Paris en 2013.

Dans son ouvrage La dernière utopie : menaces sur l'universalisme, Caroline Fourest défend l'idée que beaucoup de personnes ne différencient pas les sphères de l'espace public (environnementale, politique, juridique, territoriale, éducative…) de celles des espaces privés (commercial, associatif, familial, intime…). Elle considère que la distinction binaire entre « public » et « privé » est insuffisante et mal adaptée à la complexité contemporaine de la vie en société. Selon Fourest il faut distinguer ces deux sphères mais aussi définir des degrés différents à l'intérieur de chacune. Elle propose six sphères dans lesquelles la répartition entre « contrainte » et « liberté » est précisément définie  : 
1. Les sphères de sens : l'école, les services et l'administration publique, le parlement, le tribunal, etc. ;
2. Les sphères de contraintes : le lieu de culte, l'hôpital, la prison, etc. ;
3. Les sphères de liberté réglementée : la rue, le jardin public ou privé, les espaces naturels, etc. ;
4. Les sphères de liberté maximale : le domicile, etc. ;
5. Les sphères de l'intérêt mutuel : l'entreprise, le syndicat, l'association, etc. ;
6. Les sphères de l'accommodement : le commerce, le marché, la relation client-fournisseur, etc.

### Guillaume Lecointre

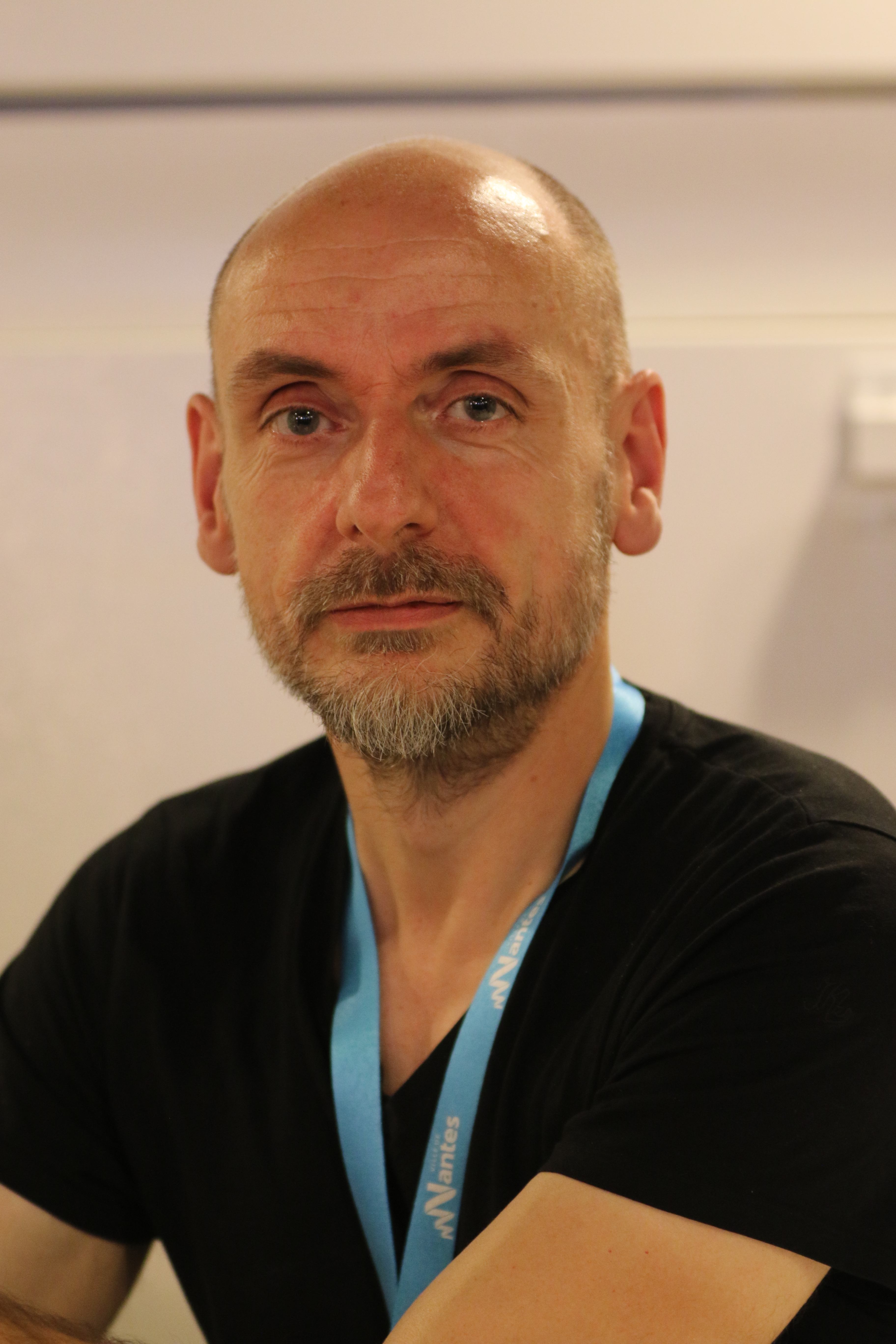
Guillaume Lecointre aux Utopiales en 2015.

Dans son ouvrage Les sciences face aux créationnismes Guillaume Lecointre défend l'idée que la recherche scientifique a besoin d'être située dans une sphère déontologiquement protégée des options métaphysiques (religieuses, spirituelles ou philosophiques) propres à chaque chercheur. S'appuyant sur les exigences en vigueur dans la communauté scientifique, il défend la nécessité éthique de séparer la sphère privée du citoyen libre de ses convictions et la sphère publique de son activité professionnelle (notamment de chercheur). Selon lui, c'est la condition première de toute honnêteté scientifique moderne car il s'agit de faire « la différence entre le registre des savoirs - savoirs qui sont du domaine public et donc potentiellement universels, savoirs dont la contestation doit être instruite et méthodologiquement caractérisée - et le registre des significations, qui sont du domaine privé ».
D'après Lecointre, en recherche scientifique, « la sphère du sens et de la symbolique des pouvoirs publics » ne doit pas être confondue avec « la sphère de liberté maximale (la sphère privée) ». « La validation croisée des résultats scientifiques est un espace laïque au sens français du terme, sans que, pour autant, nous ne nous formulions les choses comme cela. Nos options métaphysiques restent aux vestiaires de nos laboratoires et n'interviennent pas dans nos comptes rendus d'expériences ». Guillaume Lecointre pense qu'« il serait temps d'enseigner aux futurs chercheurs une explication de leur contrat tacite, autant dans ses attendus épistémologiques que dans ses composantes sociologique, économique et politique » et appelle de ses vœux une évolution de la notion de distinction-séparation entre les « sphères d'activité et de sens ».

## Notes et références

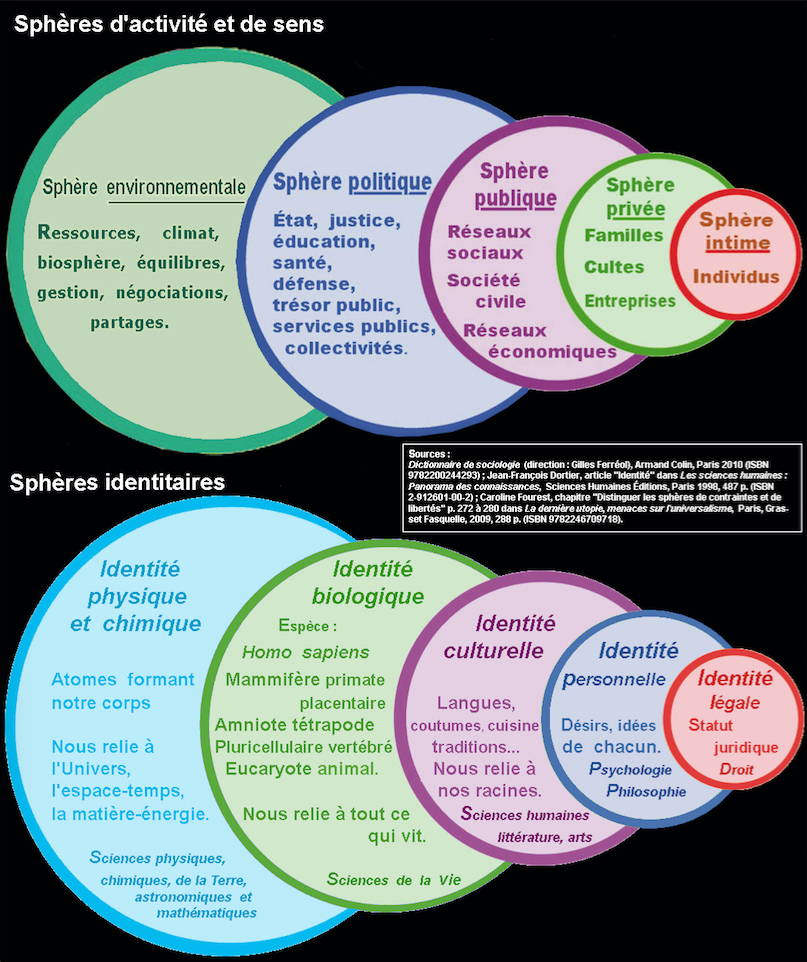
Exemple de conceptualisation des sphères d'activité (en haut) et des sphères de l'identité humaine (en bas) : les sphères se recouvrent et ne s'excluent pas.